# 萧伯游
蕭伯游（484年—506年），字士仁，永陽恭王。梁文帝萧顺之第二子、梁武帝萧衍之兄永阳昭王萧敷的儿子。
天监元年四月八日（502年4月30日），萧衍建立梁朝，萧衍任命萧伯游督会稽郡東陽郡新安郡永嘉郡臨海郡五郡諸軍事、輔国将軍、会稽郡太守。二年（503年），嗣位永陽郡王。五年（506年），去世。享年23岁。谥号恭。

## 延伸阅读
[在维基数据编辑]
 《梁書/卷23》，出自姚思廉《梁書》